# Директива про рівне ставлення до товарів та послуг
Директи́ва про реаліза́цію при́нципів рі́вного ста́влення до чолові́ків та жіно́к у питаннях до́ступу та постача́ння това́рів та по́слуг (2004/113/ЄС) — нормативно-правовий акт Європейської Унії, який забороняє як пряму, так і непряму статеву дискримінацію під час надання товарів і послуг у Європейській Унії.

## Поправка
Відповідно до початкової статті 5(2) Директиви дозволяла державам-членам дозволяти дискримінацію за статевою ознакою при наданні страхових послуг на п’ятирічний період поновлення. Однак у справі Бельгійська асоціація споживачів Test-Achats ASBL проти Ради Міністрів Суд Справедливости визнав це положення недійсним на тій підставі, що воно потенційно дозволяло необмежене продовження дискримінації в наданні страхування всупереч статтям 21 і 23 Хартії основних прав.

## Запобігання страховикам використовувати стать як фактор ризику
Згідно зі статтею 5(1) Директиви 2004/113/ЄС, держави-члени повинні забезпечити, щоб «використання статі як фактора при розрахунку премій і виплат для цілей страхування та пов’язаних фінансових послуг не призводило до різниці в преміях і виплатах окремих осіб».
Однак спочатку страховики могли використовувати статтю 5(2) як положення про відмову, дозволяючи їм вирішувати, чи використовувати стать як визначальний фактор під час оцінки ризику, за умови, що це рішення ґрунтувалося на «релевантних і точних актуарних і статистичних даних».
Використовуючи як приклад індустрію автомобільного страхування, за статистикою можна сказати, що чоловіки зазвичай стають учасниками більшої кількості серйозних дорожньо-транспортних пригод і подають дорожчі претензії, ніж жінки. У результаті страховики виправдано використовували це звільнення під час розрахунку вартості поліса заявника. Тому жінки традиційно отримували дешевші ціни на страхування автомобіля, ніж їхні колеги-чоловіки.
1 березня 2011 року Європейський Суд Справедливости виніс своє рішення у справі Test-Achats. Суд Справедливости погодився з Test-Achats, бельгійською групою споживачів, і визнав статтю 5(2) недійсною. Отже, страховики більше не могли використовувати стать як фактор ризику при розробці цінової політики.
Відповідно до постанови, страховики мали виконати це рішення до 21 грудня 2012 року і почати продавати ґендерно нейтральне страхування автомобілів.

## Наслідки та критика
Станом на листопад 2012 року ніхто точно не знав, як рішення Європейського Суду Справедливости вплине на страхову галузь. Однак у випадку страхування автомобілів багато аналітиків очікують, що ціна страхового відшкодування транспортного засобу для жінок суттєво зросте, у той час як вартість премій для чоловіків дещо знизиться. Хоча деякі вважали, що це рішення призведе до більш справедливої системи, Асоціація британських страховиків виступила проти цього рішення.
Коментуючи це питання в 2012 році, генеральний директор Отто Торесен заявив: «Страховики та уряд Сполученого Королівства боролися протягом майже десятиліття, щоб зберегти право пропонувати премії та переваги, оцінені якомога точніше, враховуючи ризики, пов’язані зі статтю. Але тепер, коли битва закінчилася, галузь зосереджена на підготовці надавати клієнтам «ґендерно-нейтральні» ставки, які є максимально справедливими». Станом на квітень 2015 року журналісти Сполученого Королівства припустили, що ґендерний дисбаланс у страхуванні все ще існує, але тепер він базується на заявленій кар’єрі чи професії, заявленій у заяві на страхування. Шість професій було обрано як приклади (а) професій, де домінують чоловіки, (б) професій, де домінують жінки, і (в) професій, нейтральних у ґендерному відношенні. Чіткі результати показують, що вищі страхові премії були вказані для професій, де домінують чоловіки.